# Arsen Zakharyan
Arsen Noraïrovitch Zakharyan (en russe : Арсен Норайрович Захарян, en arménien : Արսեն Նորայրովիչ Զախարյան), né le 26 mai 2003 à Samara, est un footballeur international russe d'origine arménienne qui évolue au poste de milieu de terrain à la Real Sociedad.

## Biographie
Zakharyan est né à Samara, en Russie, dans une famille arménienne. Les parents d'Arsen ont quitté l'Arménie pour la Russie après la Guerre du Haut-Karabagh, dans les années 1990,.

### Carrière en club
Arrivé au Dynamo Moscou à l'âge de 14 ans, Zakharyan est très tôt vu comme un des grands espoirs du football russe, s'illustrant rapidement au sein de l'équipe reserve du club moscovite. Il fait ses débuts professionnels le 10 août 2020 en troisième division sous les couleurs de l'équipe réserve du Dynamo, le Dynamo-2, face au Torpedo Vladimir (victoire 2-1). Il dispute son premier match avec l'équipe première du club un peu moins de trois mois plus tard le 1er novembre 2020 lors d'un match de Premier-Liga, pour une victoire 2-1 à l'extérieur contre le FK Tambov.
Le 28 février 2021, Zakharyan connait sa première titularisation pour le Dynamo lors d'un match à l'extérieur contre l'Akhmat Grozny. Provoquant un penalty à la 7e minute, il marque ensuite son premier but à la 37e, portant le score à 2-0, et entérinant ainsi la victoire des siens, malgré un but encaissé dans la suite de la rencontre,. Plusieurs fois nommé joueur du mois par les supporters du Dynamo,, ces derniers lui attribuent également le titre de joueur de la saison.
Le 15 juillet 2021, il est également nommé meilleur espoir pour la saison 2020-2021 par la Fédération russe.
Le 23 juillet 2021, il marque le premier but du Dynamo pour la saison 2021-2022, ouvrant le score lors d'une victoire 2-0 à l'extérieur contre le FK Rostov, dans une rencontre dont il est élu joueur du match.

### Carrière en sélection

#### Équipes de jeunes
Déjà international russe jusqu'aux moins de 17 ans, Zakharyan est appelé une première fois en équipe espoirs le 15 mars 2021, pour le Championnat d'Europe 2021, étant alors à seulement 17 ans le plus jeune joueur de son équipe.
Lors de ses débuts le 25 mars 2021 pour le match d'ouverture face à l'Islande, il provoque un penalty puis marque son premier but, permettant à la Russie de l'emporter 4-1. Il devient alors le plus jeune joueur à marquer un but pour l'équipe de Russie espoirs, ainsi que le plus jeune buteur de l'histoire du Championnat, dépassant ainsi Yari Verschaeren,.

#### Équipe senior
Le 11 mai 2021, Arsen Zakharyan reçoit sa première convocation en équipe de Russie senior, étant inclus dans le groupe préliminaire de 30 joueurs pour l'Euro 2020. Mais victime d'une angine pendant la préparation, il n'est finalement pas inclus dans la liste définitive pour la compétition.
Il fait finalement ses débuts pour la Sbornaïa le 1er septembre 2021, titularisé lors du match nul et vierge contre la Croatie, dans le cadre des qualifications à la Coupe du monde 2022. Âgé de 18 ans, 3 mois et 5 jours, il devient alors le plus jeune joueur de champ de l'histoire de la sélection russe, seul le gardien Igor Akinfeïev (18 ans et 20 jours) ayant été plus précoce,.

## Statistiques
| Saison                | Club                  | Championnat           | Championnat | Championnat | Coupe(s) nationale(s) | Coupe(s) nationale(s) | Compétition(s) continentale(s) | Compétition(s) continentale(s) | Compétition(s) continentale(s) | Russie | Russie | Total | Total |
| Saison                | Club                  | Division              | M.          | B.          | M.                    | B.                    | Comp.                          | M.                             | B.                             | M.     | B.     | M.    | B.    |
| 2020-2021             | Dynamo-2 Moscou       | D3                    | 15          | 8           | -                     | -                     | -                              | -                              | -                              | -      | -      | 15    | 8     |
| Sous-total            | Sous-total            | Sous-total            | 15          | 8           | 0                     | 0                     | -                              | 0                              | 0                              | 0      | 0      | 15    | 8     |
| 2020-2021             | Dynamo Moscou         | D1                    | 13          | 3           | -                     | -                     | -                              | -                              | -                              | -      | -      | 13    | 3     |
| 2021-2022             | Dynamo Moscou         | D1                    | 29          | 7           | 5                     | 2                     | -                              | -                              | -                              | 4      | 0      | 38    | 9     |
| 2022-2023             | Dynamo Moscou         | D1                    | 27          | 4           | 6                     | 1                     | -                              | -                              | -                              | -      | -      | 33    | 5     |
| 2023-2024             | Dynamo Moscou         | D1                    | 3           | 1           | 2                     | 1                     | -                              | -                              | -                              | 3      | 0      | 8     | 2     |
| Sous-total            | Sous-total            | Sous-total            | 72          | 15          | 13                    | 4                     | -                              | 0                              | 0                              | 7      | 0      | 92    | 19    |
| 2023-2024             | Real Sociedad         | Liga                  | 29          | 1           | 6                     | 0                     | C1                             | 5                              | 0                              | 1      | 0      | 41    | 1     |
| 2024-2025             | Real Sociedad         | Liga                  | 3           | 1           | 0                     | 0                     | C3                             | 1                              | 0                              | 0      | 0      | 4     | 1     |
| Sous-total            | Sous-total            | Sous-total            | 32          | 2           | 6                     | 0                     | -                              | 6                              | 0                              | 1      | 0      | 45    | 2     |
| Total sur la carrière | Total sur la carrière | Total sur la carrière | 119         | 25          | 19                    | 4                     | -                              | 6                              | 0                              | 8      | 0      | 152   | 29    |

## Palmarès
Avec le Dynamo Moscou, Arsen Zakharyan est finaliste de la Coupe de Russie en 2022.